# Voiture métallisée Sud-Est
Les voitures métallisées Sud-Est sont des voitures d'express à bogies de la Compagnie des chemins de fer de Paris à Lyon et à la Méditerranée réalisées par la Société nationale des chemins de fer français entre 1953 et 1965 sur base de voitures issues de la métallisation de voitures à caisse en bois dans les années 1920-1930 ou construites neuves à cette époque.

## Historique
Afin d'améliorer la sécurité des voyageurs à bord de ses trains express, la Compagnie des chemins de fer de Paris à Lyon et à la Méditerranée avait entamé un programme de transformation de ses voitures pour trains express à couloir latéral et intercirculation originellement construites entre 1905 et 1923. En conservant le châssis (métallique), l'arrangement des portes et fenêtres ainsi qu'une part des intérieurs, le PLM disposait ainsi de voitures à la résistance aux chocs nettement améliorée, pour un coût inférieur à celles des nouvelles voitures OCEM dont le PLM fit également l'acquisition à partir de 1927. Elles se reconnaissent à leurs fenêtres disposées par paires dans les compartiments et par une succession de baies larges et étroites au niveau du couloir.
Deux séries ont été réalisées par le PLM :
- le type 1926, comprenant principalement des A7 et B8 à châssis court (19,90 m[2] et 20,36 m[2]) ainsi que des voitures (A3c2B5, A6c6, A7c4, etc.) combinant des compartiments ordinaires avec des compartiments couchettes, ou lit-salon, dont la longueur pouvait atteindre 21,90 m[3] ;
- le type 1936 comprenant des voitures de troisième classe C10 à châssis long (22,4 m[4]) ainsi que des A3B5, A4B3 et A3B4 de longueur moins importante.

En plus de ces voitures à caisse en bois converties, le PLM avait complété les effectifs de ses A6c6yfi et A3c2B5yi par un total de 85 voitures construites neuves entre 1930 et 1932, ; elles endureront le même processus de re-métallisation. 

Voitures-salon du PLM métallisées
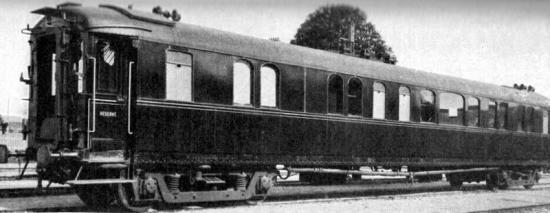
Une voiture-salon du PLM durant les années 1930.
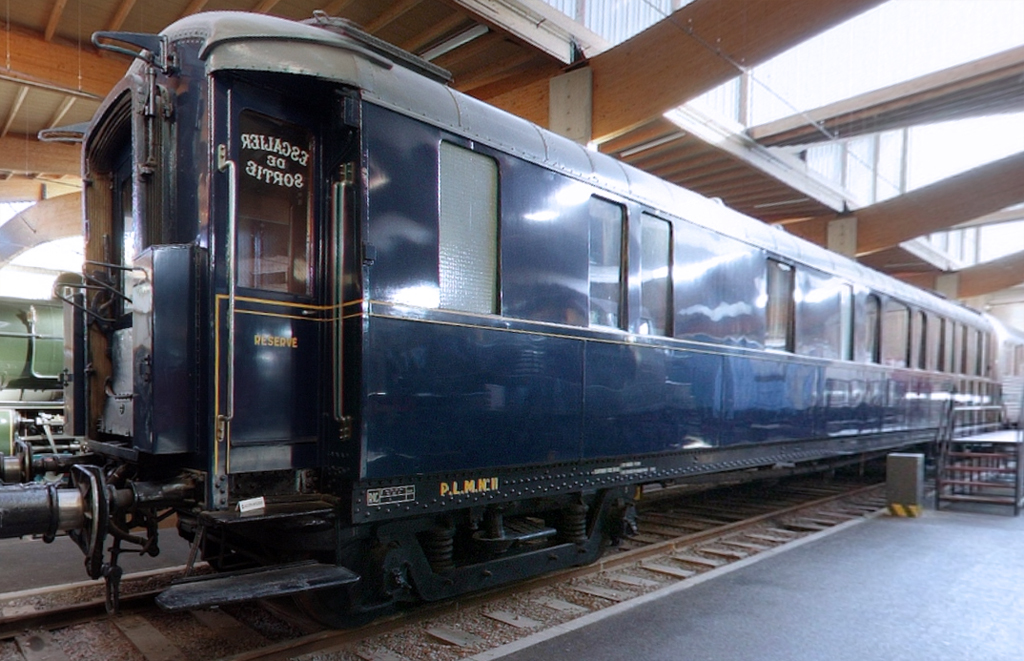
Voiture-salon n°11 à la Cité du Train.
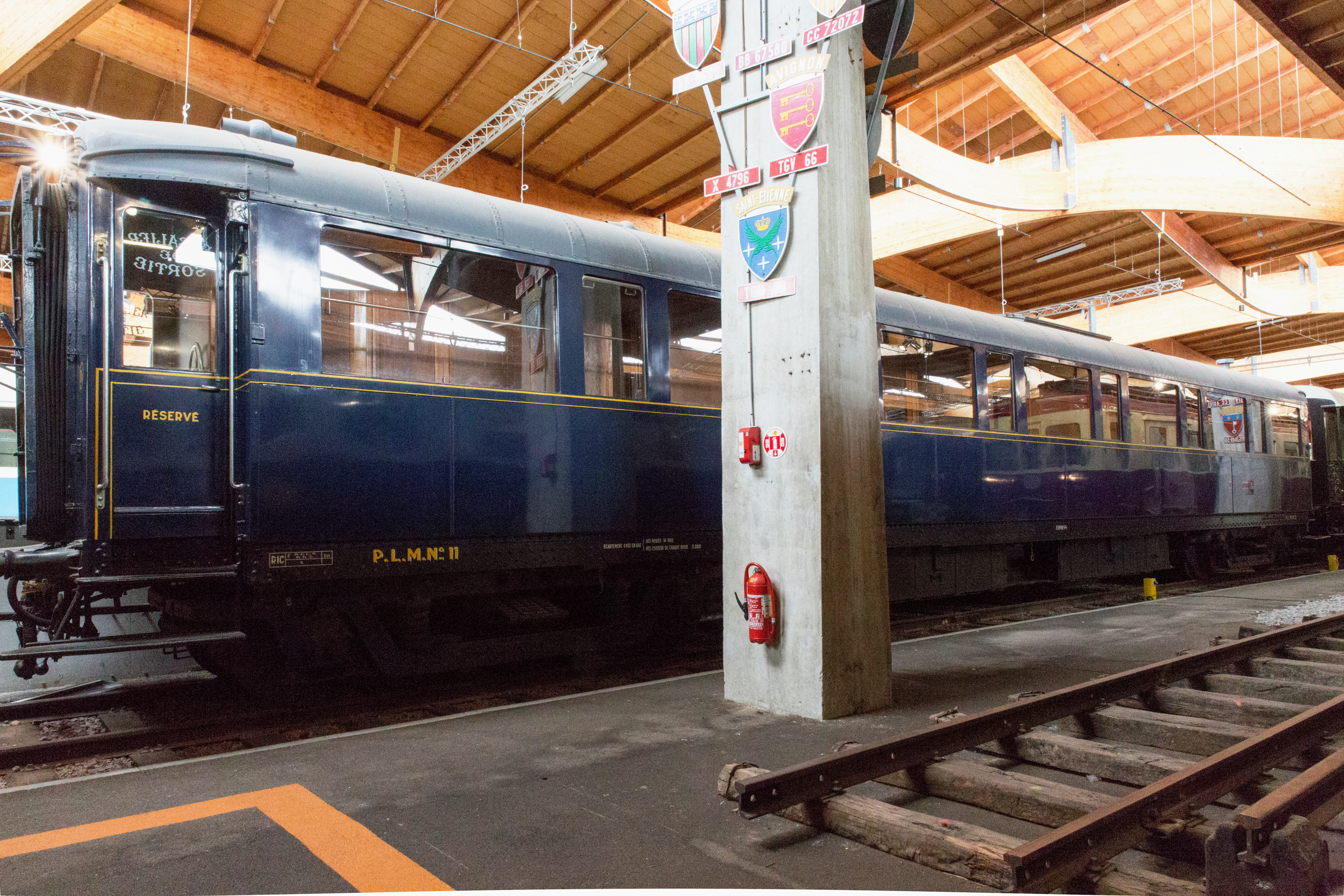
Côté couloir.

La livraison de voitures OCEM supplémentaires et l’apparition, au lendemain de la Seconde Guerre mondiale, des voitures DEV relègue une partie de ces voitures à l'écart des trains rapides et internationaux tandis que leur niveau de confort et l'emploi de matériaux anciens contraste avec les voitures les plus récentes. Désireuse de prolonger la carrière de ces voitures métalliques, la SNCF entame un programme de reconstruction (re-métallisation) qui se traduit cette fois par une caisse renouvelée, à l'aspect plus modernes, ainsi que des intérieurs, portes et fenêtres comparables à celles des nouvelles séries qui entrent alors en service. Elles sont à la fois appelées à circuler sur des trains rapides importants mais aussi à accompagner les voitures métallisées dites "Romilly" et "Bruhat" utilisées sur des trains express et omnibus ; les Bruhat étant seulement déclinées en version seconde classe nécessitaient en effet d'être combinées avec des voitures mettant à disposition des places assises de première classe ou un compartiment à bagages.

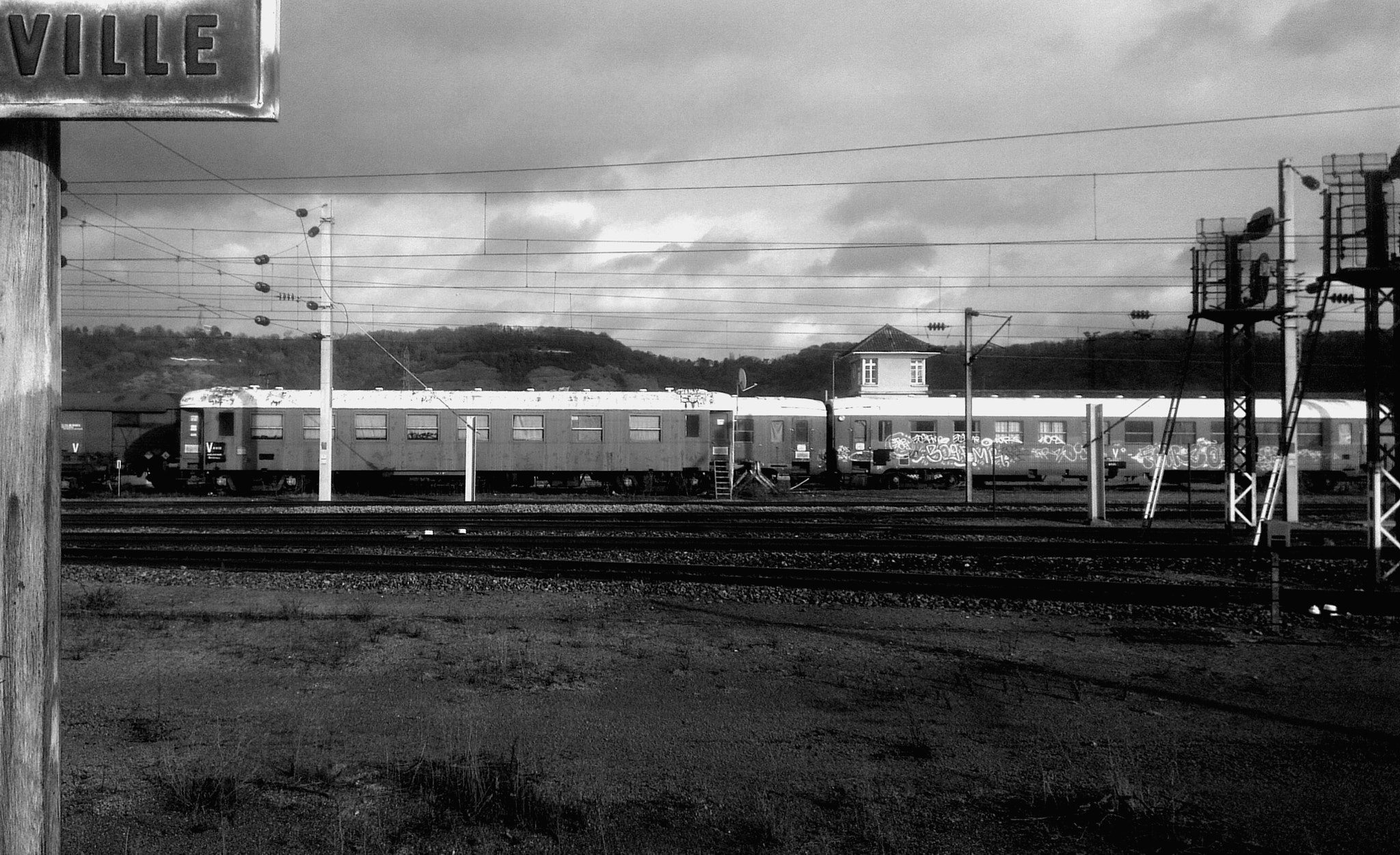
Une voiture A^{3}B^{5} (à gauche) et deux DEV AO transformées en véhicules de service.

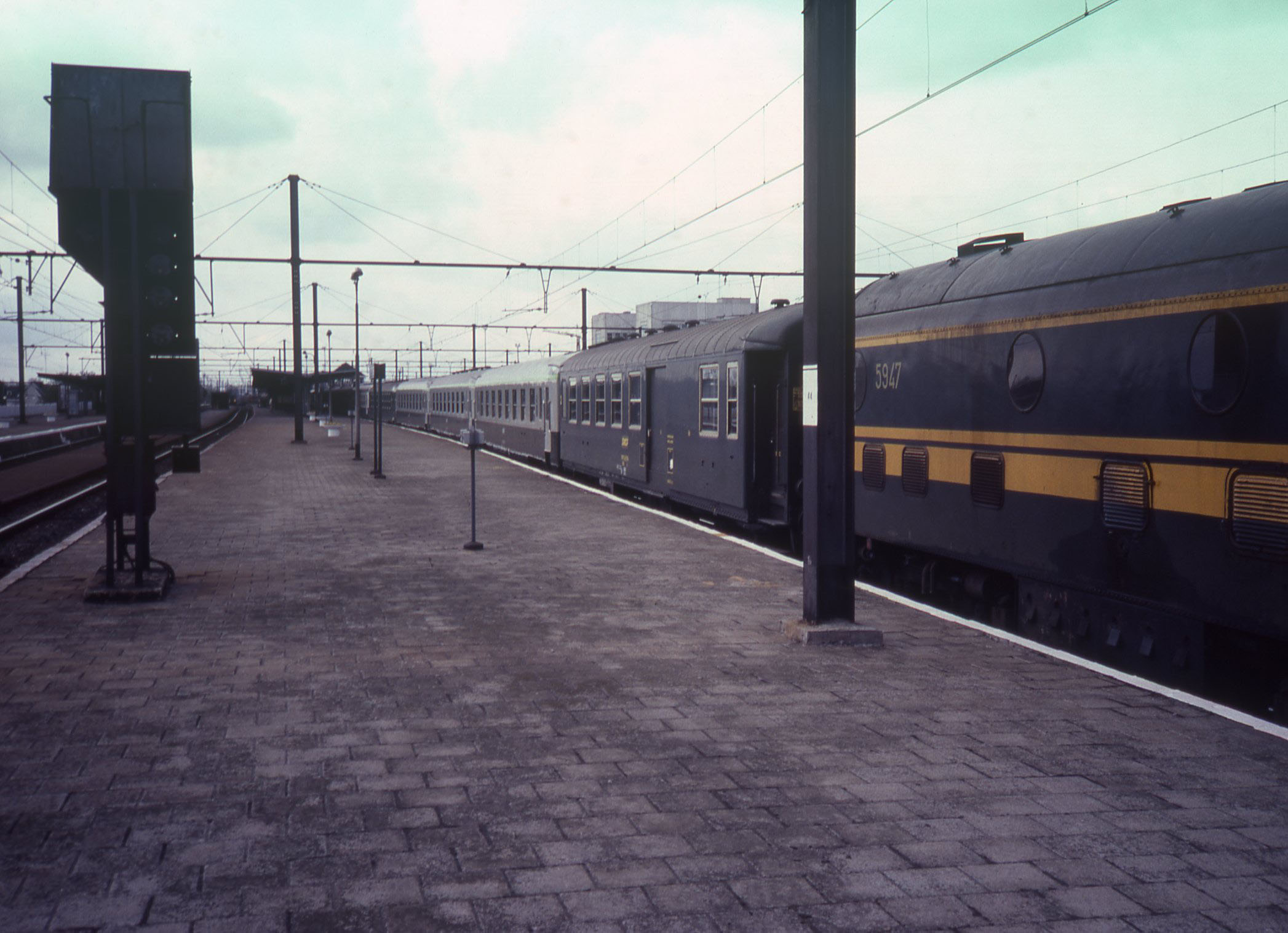
Une voiture B4D intégrée à un train de pèlerins en Belgique (1982).

La deuxième transformation des anciennes voitures PLM a lieu de 1953 à 1968 et concerne 477 voitures. Tous les exemplaires alors en service à la SNCF ne sont cependant pas convertis tandis certaines variantes (les L2S6yi, A3c2L3yfi, A2c2L3yfi, A4L2yi, A6Lyi, A2LB4yfi) ainsi que les voitures-salons et ambulance ont conservé leur aspect d'entre-deux-guerres jusqu'à leur mise hors-service ou ont été transformées en voitures "Fauteuils" à couloir central.

## Caractéristiques
Les voitures présentent un aménagement classique à compartiments et couloir latéral desservi par deux plateformes d'extrémités avec intercirculation. Les portes sont battantes à ventail unique. Les bogies sont de type divers dont le DM2. En raison du réemploi des châssis des voitures PLM, l'empattement et la longueur de ces voitures varient d'un type à l'autre.

## Types
Deux séries ont été réalisées :
- série de 1926 (681 voitures) :
  -   12 L2S6yi ;
  -   20 A3c2L3yfi ;
  -   25 A2c2L3yfi ;
  -   16 A4L2yi ;
  -   26 A6Lyi ;
  -   22 A2LB4yfi ;
  -   20 A7c4yi et 60 A6c6yfi dont 35 neuves, puis 79 A7c7 dont 19 ex A6c6 ;
  -   10 A7yi et 71 A7yfi puis 23 A4D et 48 A7 ;
  -  148 A3c2B5yi dont 50 neuves, puis 44 A5c5B3c3 à bogies DM2 et 68 A3c3B5c5 ;
  -   17 A2B4yfi ;
  -  147 B8yfi, 39 B8yi et 40 C8yi, puis 142 B4D ;

- série de 1936 (215 voitures) :
  -   11 A4B3yfi ;
  -   57 A3B4yfi ;
  -   57 A3B5yfi ;
  -   90 C10yfi, puis B10.

Les voitures re-métallisées comprennent les types suivants :
- A4D ;
- A7 ;
- A7c4 ;
- A3B4 ;
- A4B3 ;
- A3B5 ;
- A5c5B3c3 ;
- A3c3B5c5 ;
- B10 ;
- B4D.